# Juan Avilés Arnau
Juan Avilés Arnau (Tarragona, 26 de marzo de 1864-Barcelona, 6 de abril de 1934) fue un militar español, general de brigada de ingenieros, que ocupó la alcaldía de la ciudad de Valencia entre septiembre de 1923 y octubre de 1924. Fue el primero en ser nombrado alcalde de la ciudad tras el golpe de Estado del general Primo de Rivera. Dejó su cargo tras ser nombrado jefe del Servicio Militar de Ferrocarriles y fue sustituido en la alcaldía por el que fue su primer teniente de alcalde, Luis Oliag Miranda.
En la actualidad tiene dedicada una avenida en la ciudad, con el nombre de General Avilés.